# Grafton (Nebraska)
Grafton è un comune degli Stati Uniti d'America, situato nello Stato del Nebraska, nella contea di Fillmore.